# Mount Pleasant Township (comté de Cass, Missouri)
Mount Pleasant Township est un township du comté de Cass dans le Missouri, aux États-Unis,. Le township baptisé en  référence à son emplacement sur une colline.

## Source de la traduction
- (en) Cet article est partiellement ou en totalité issu de l’article de Wikipédia en anglais intitulé « Mount Pleasant Township, Cass County, Missouri » (voir la liste des auteurs).